# Sinh vật phù du
Sinh vật phù du là những sinh vật nhỏ bé, thường là thức ăn của các loài cá lớn, nhỏ như cá nhám voi và cá tráo.

## Từ nguyên
Tên gọi của chúng bắt nguồn từ tiếng Hy Lạp πλαγκτoν - có nghĩa là "kẻ du mục hay những tên sống trôi nổi". Khoa học nghiên cứu về plankton được gọi là Planktology.

## Đặc điểm

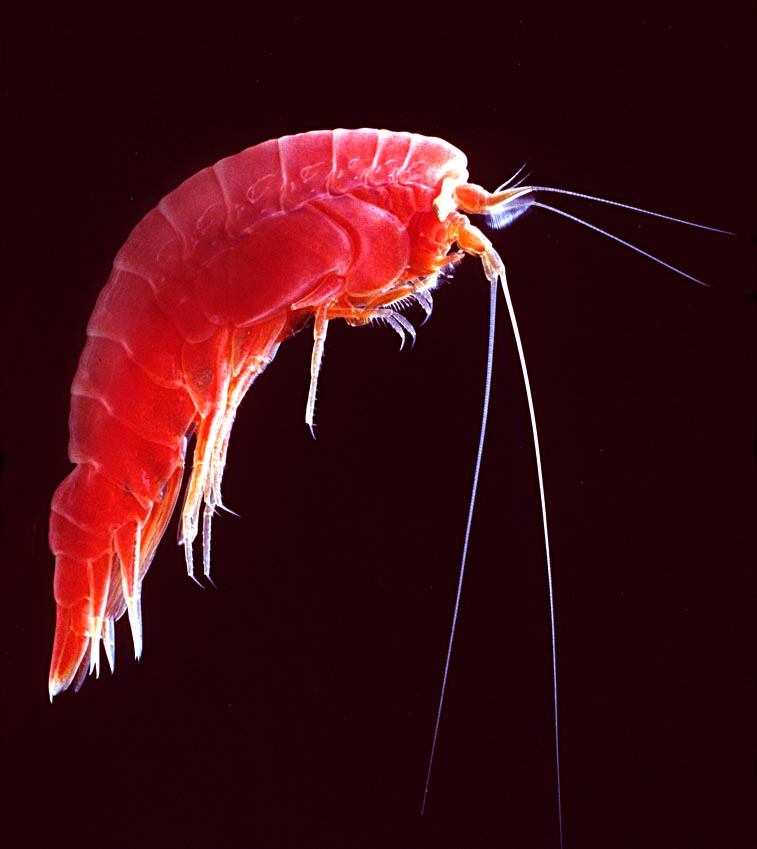
Một con amphipod

Vì rằng các loài trong nhóm plankton chỉ có thể di chuyển theo chiều thẳng đứng tới vài trăm mét trong một ngày (một tập tính được gọi là di cư theo chiều thẳng đứng) nên việc dịch chuyển theo phương nằm ngang của plankton phụ thuộc hoàn toàn vào sự chuyển động của dòng nước chứa chúng. Điều này khác với các sinh vật tự bơi (Nekton), những sinh vật này thường lớn hơn, ví dụ mực, cá và các loài thú biển và có thể kiểm soát được sự di chuyển theo chiều ngang cũng như bơi ngược dòng nước.
Plankton là những sinh vật khá nhạy cảm với những thay đổi về các tính chất lý hóa của nước.

## Phân loại

### Theo đời sống

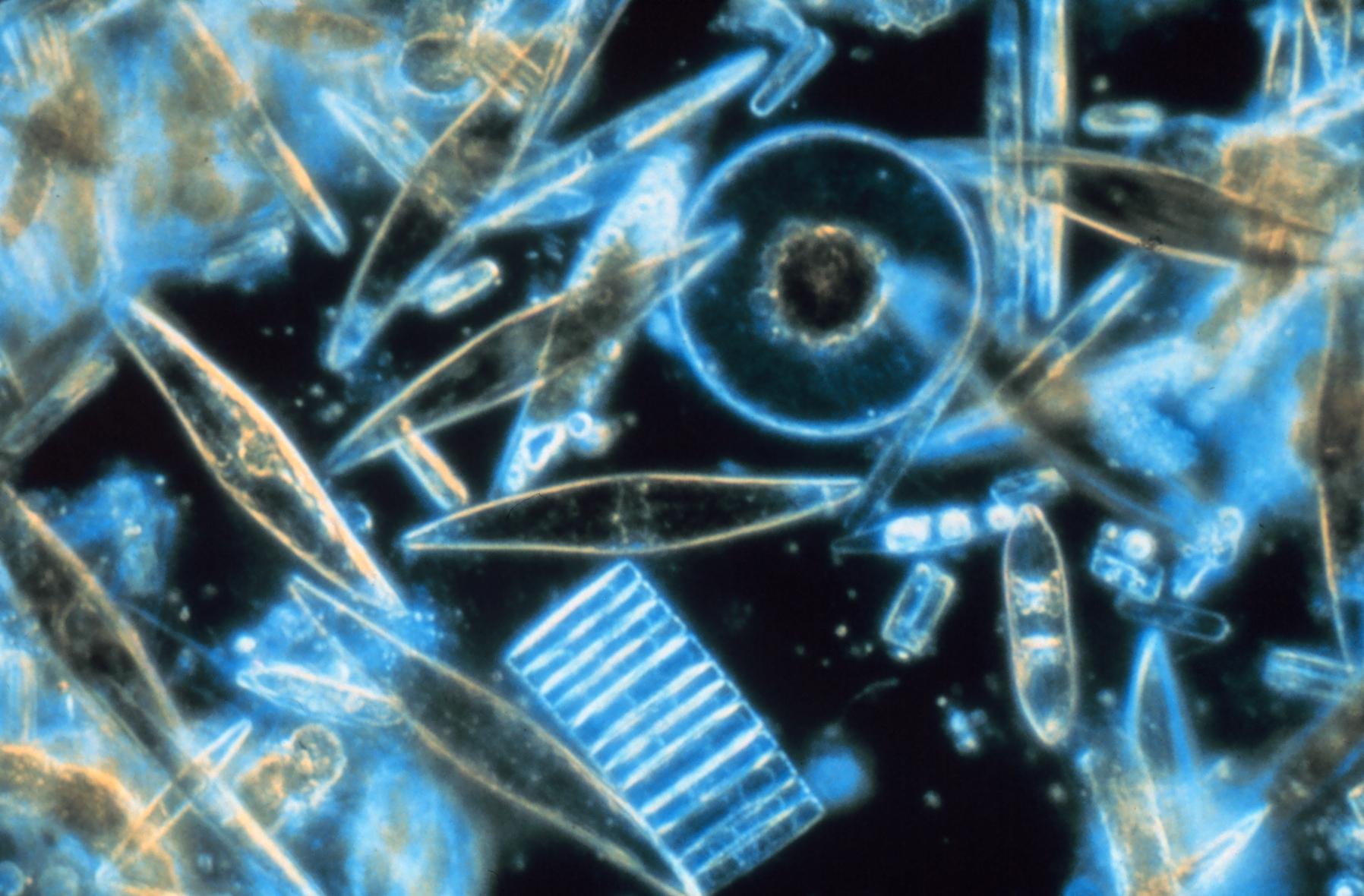
Một số loài tảo silic - nhóm thực vật phù du quan trọng

Plankton có thể được chia thành Holoplankton và Meroplankton:
- Holoplankton: những sinh vật dành toàn bộ vòng đời của nó sống trôi nổi; ví dụ: Copepods, Salps krill hay jellyfish.
- Meroplankton: những sinh vật chỉ có một giai đoạn nhất định trong vòng đời sống trôi nổi (thường là trạng thái ấu trùng) ví dụ: sao biển, giáp xác, giun biển và hầu hết cá.

### Theo kích thước

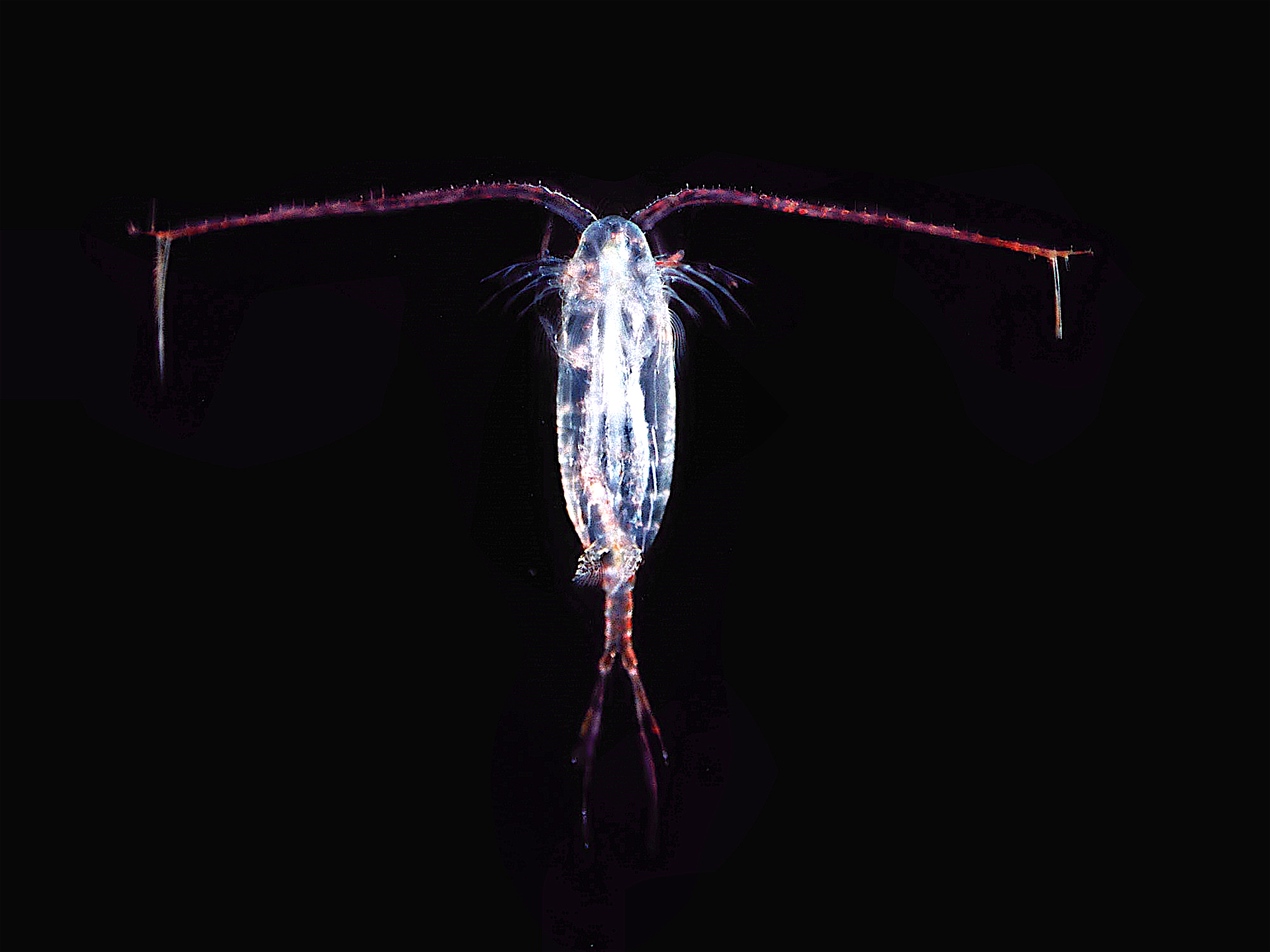
copepod (Calanoida sp.) dài khoảng 1-2mm

Nếu dựa theo kích thước thì có thể chia Plankton thành các nhóm:
- Megaplankton, 2×10−1→2×100 m (20–200 cm)
- Macroplankton, 2×10−2→2×10−1 m (2–20 cm)
- Mesoplankton, 2×10−4→2×10−2 m (0.2 mm-2 cm)
- Microplankton, 2×10−5→2×10−4 m (20-200 μm)
- Nanoplankton, 2×10−6→2×10−5 m (2-20 μm)
- Picoplankton, 2×10−7→2×10−6 m (0.2-2 μm), chủ yếu là vi khuẩn
- Femtoplankton, < 2×10−7 m, (< 0.2 μm, nhỏ hơn 0,2 μm), bao gồm một vài loài virus biển

Tuy nhiên, một vài thuật ngữ trên có thể được sử dụng tương đối linh hoạt, đặc biệt là ở những nhóm có kích thước lớn. Sự tồn tại và tầm quan trọng của nhóm Nano- hay thậm chí những loài nhỏ hơn mới chỉ được phát hiện từ những năm 1980. Nhưng người ta cho rằng đây là nhóm chiếm một tỷ lệ lớn nhất về số lượng thành viên cũng như về sự đa dạng trong số các nhóm plankton.

### Theo nguồn gốc phân loại

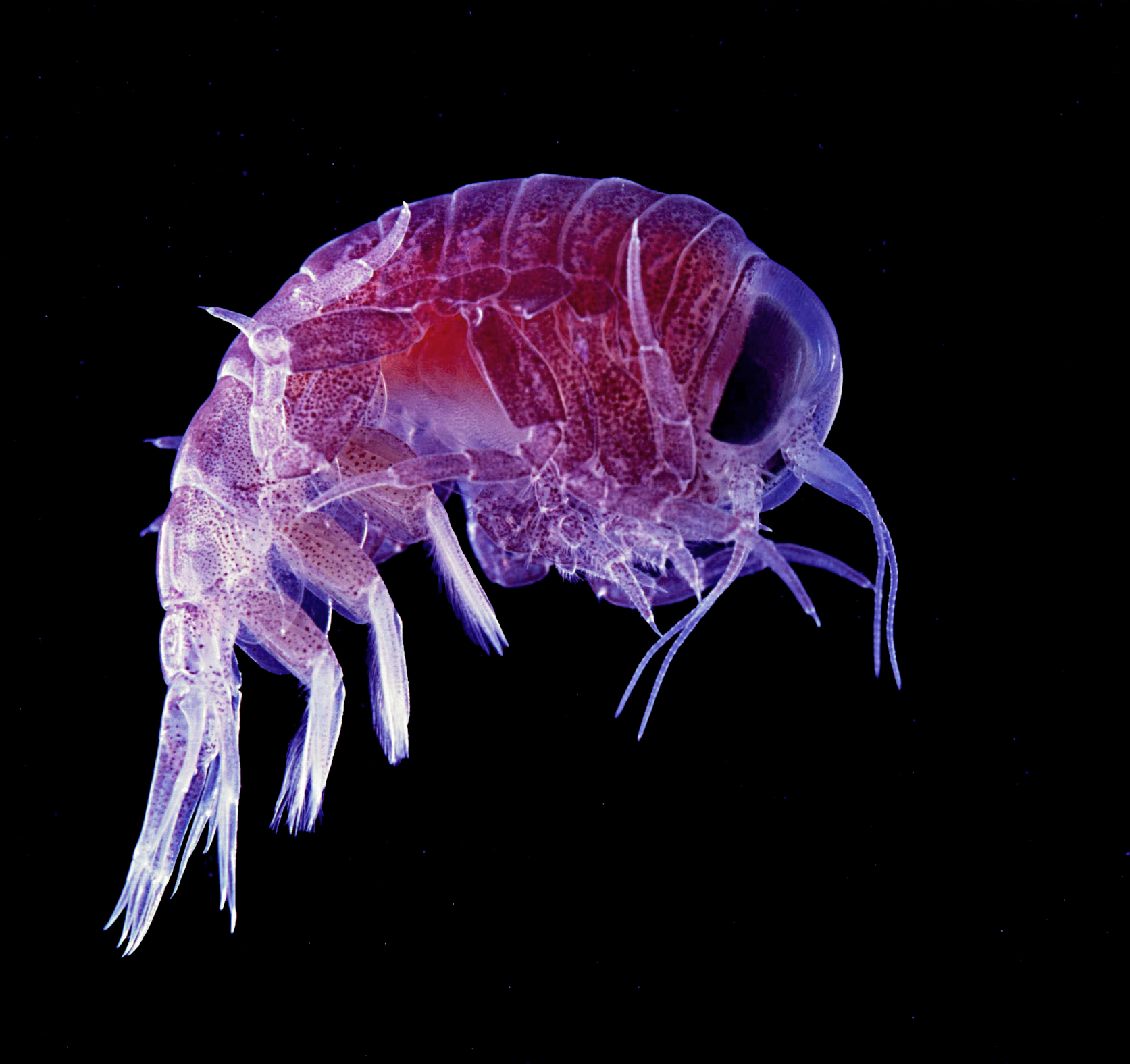
An amphipod (Hyperia macrocephala)

Nếu dựa theo chức năng thì có thể phân chia Plankton thành các nhóm sau:
- Phytoplankton (từ gốc Hy Lạp phyton là thực vật), bao gồm các nhóm tảo sống gần mặt nước nơi có đầy đủ ánh sáng cho quá trình quang hợp.
- Zooplankton (từ gốc Hy Lạp zoon là động vật), bao gồm các động vật nguyên sinh, giáp xác và rất nhiều các động vật nhỏ khác mà chúng cũng có thể sử dụng các plankton khác làm thức ăn. Zooplankton cũng bao gồm trứng và ấu trùng của một số loài động vật lớn như cá, giáp xác, giun đốt...
- Bacterioplankton, gồm có vi khuẩn và archaea, chúng giữ một vai trò quan trọng trong việc hấp thụ các chất dinh dưỡng hòa tan trong nước.

## Phân bố

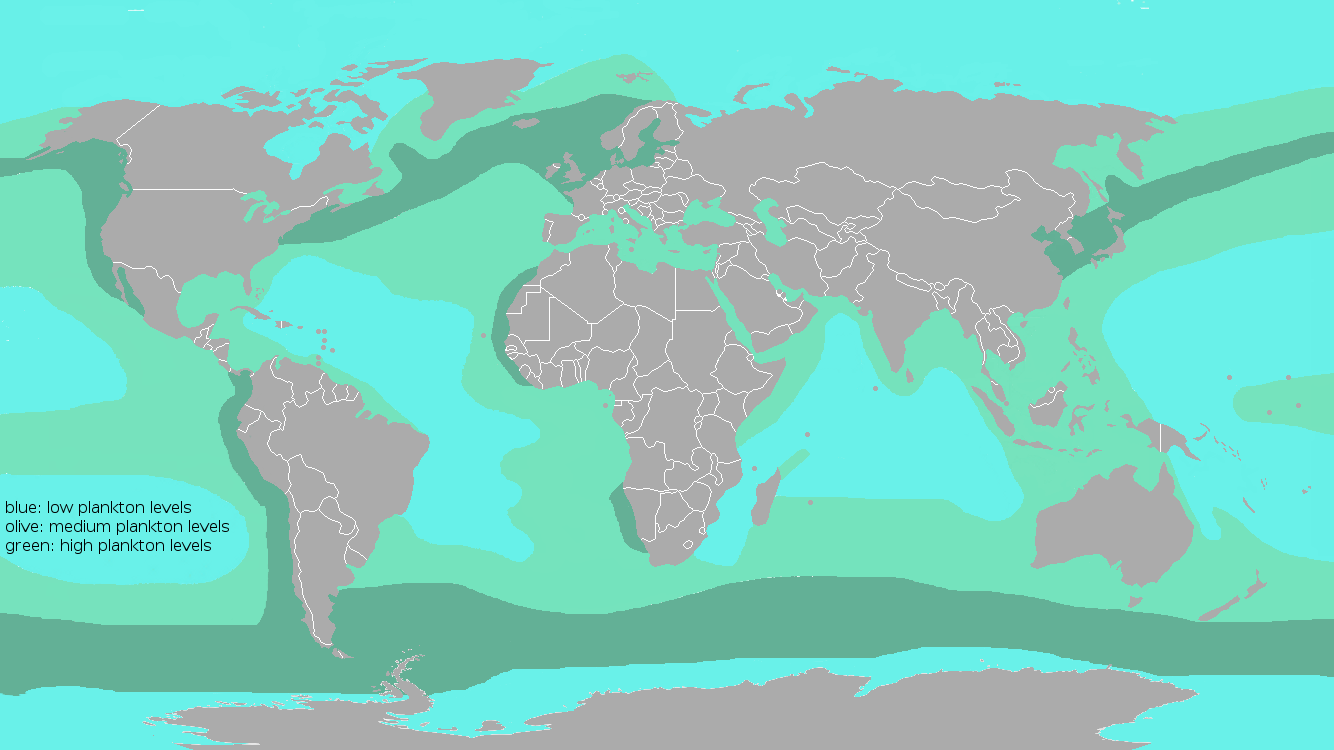
Phân bố của sinh vật phù du trên thế giới

Sinh vật phù du sống trong các môi trường như đại dương, biển, hồ, ao. Sự dồi dào theo cấp địa phương của chúng thay đổi theo phương ngang (một lớp), phương đứng (độ sâu) và theo mùa. Nguyên nhân cơ bản của sự thay đổi này do do ảnh sự thay đổi của ánh sáng. Tất cả các hệ sinh thái của sinh vật phù du chịu ảnh hưởng bởi năng lượng mặt trời (xem hóa tổng hợp), làm cho chúng chủ yếu phát triển ở các thể nước trên mặt, và đối với các vùng địa lý và mùa có nhiều ánh sáng mặt trời.
Yếu tố làm thay đổi thứ hai là sự biến động về dinh dưỡng. Mặc dù những khu vực rộng lớn trên các đại dương thuộc vùng nhiệt đới và cận nhiệt đới có nhiều ánh sáng, nhưng chúng ít phát triển do chúng được cung cấp ít chất dinh dưỡng như nitrat, phosphat và silicat. Điều này là kết quả của sự tuần hoàn của các dòng hải lưu và sự phân tầng các lớp nước theo chiều thẳng đứng. Ở các vùng như thế, sự sinh sản sơ cấp thường diễn ra ở các độ sâu lớn hơn, mặc dù có sự suy giảm về cấp độ (do sự suy giảm ánh sáng mặt trời).
Mặc dù các hàm lượng chất dinh dưỡng đáng kể nhưng một số khu vực của đại dương được xem là không có hiệu quả (cũng được gọi là các vùng HNLC). Vi chất dinh dưỡng sắt thiếu ở những vùng này, và việc bổ sung nó có thể tạo nên sự nở hoa của một số loài thực vật phù du.

## Vai trò sinh địa hóa
Ngoài việc chúng nằm trong các cấp bên dưới của chuỗi thức ăn có vai trò quan trọng trong công nghiệp thủy sản, các hệ sinh thái sinh vật phù du còn đóng một vai trò trong các chu trình sinh địa hoá của các nguyên tố hóa học quan trọng, bao gồm cả chu trình cacbon của đại dương.
Thực vật phù du, động vật phù du chủ yếu cung cấp carbon cho mạng lưới thức ăn thông qua, hoặc là chúng hô hấp để cung cấp năng lượng trao đổi chất, hoặc lúc chết chúng cấp cấp sinh khối hoặc ở dạng mảnh vụn thức ăn cho các sinh vật khác. Thông thường khi chúng nặng hơn nước biển, các vật liệu hữu cơ có xu hướng chìm xuống. Trong hệ sinh thái đại dương mở cách xa bờ biển, sự vận chuyển carbon này sẽ từ bề mặt nước xuống các phần biển sâu hơn. Quá trình này được gọi là bơm sinh học, và là một trong những lý do mà các đại dương tạo thành bể chứa cacbon lớn nhất trên Trái Đất.
Có thể là tăng sự hấp thu khí carbon dioxide do các hoạt động của con người trong đại dương bằng cách kích thích tăng sản xuất sinh vật phù du thông qua việc cung cấp vi chất dinh dưỡng sắt như là một loại hạt giống. Tuy nhiên, kỹ thuật này có thể không được thực hiện ở quy mô lớn. Sự cạn kiệt oxy trong đại dương và sự sản sinh ra các sản phẩm metan (do sản xuất dư thừa sự tái khoáng hóa ở dưới sâu) là một trong những nhược điểm tiềm ẩm của phương pháp này.